# Life with Derek
Life with Derek (Viviendo con Derek en España y conocido como Mi vida con Derek en Hispanoamérica) es una serie canadiense realizada por Family Channel, POPE Productions y Shaftesbury Films en asociación con Disney Channel; trasmitida por Family en Canadá, Disney Channel en Latinoamérica y Boing en España. La serie se estrenó en Family Channel el 18 de septiembre de 2005 y duró cuatro temporadas, finalizando su recorrido el 25 de marzo de 2009. La serie protagonizada por Michael Seater y Ashley Leggat como los dos hijos mayores de la familia. Terminó con 70 episodios y una película de televisión, titulada Vacaciones con Derek.
El 12 de mayo de 2020, Shaftesbury Films anunció que un spinoff de la serie ambientado 15 años después, titulado "Life With Luca", estaba en desarrollo.

## Sinopsis
Derek Venturi es un adolescente, que vive con su padre, George, y sus dos hermanos, Edwin y Marti Venturi, pero después George se casa con Nora una mujer con dos hijas, Casey y Lizzie McDonald. Casey es una adolescente de la misma edad que Derek, muy diferente a él, ella es inteligente, muy buena estudiante, responsable y muy organizada. Siempre saca buenas calificaciones y le va bien en la escuela. En cambio, Derek es un rebelde sin causa a quien no le va muy bien con sus calificaciones, capitán del equipo de hockey y el chico más popular de la escuela (además del soltero más codiciado).
Los capítulos duran 22 minutos aproximadamente y se centra, principalmente, en los conflictos que tienen Derek y Casey.

## Reparto

### Familia McDonald
- Ashley Leggat - Casey McDonald
- Jordan Todosey - Lizzie McDonald
- Joy Tanner - Nora McDonald

### Familia Venturi
- Michael Seater - Derek Venturi
- Daniel Magder - Edwin Venturi
- Ariel Waller - Marti Venturi
- John Ralston - George Venturi

### Otros
- Kit Weyman - Sam (mejor amigo de Derek y exnovio de Casey)
- Shadia Simmons - Emily (mejor amiga de Casey y exnovia de Derek)
- Arnold Pinnock - Sr. Paul Creepy (consejero escolar de Casey y de vez en cuando de Derek)
- Lauren Collins - Kendra (amiga de Casey y exnovia de Derek)
- Kate Todd - Sally (camarera de Smellie Nellie's y novia de Derek)
- Robbie Amell - Max (exnovio de Casey)
- Joe Dinicol - Truman (novio de Casey)

## Doblaje Hispanoaméricano
- Lidia Abautt - Casey McDonald
- Melanie Henríquez - Lizzie McDonald
- Rebeca Aponte - Nora McDonald
- Jesús Núñez - Derek Venturi
- Johnny Torres - Edwin
- Yensi Rivero - Marti
- Joel Gonzales - George (2.ª voz)
- Maite Guedes - Kendra / Srta. Martínez
- Lileana Chacón - Kasandra
- Milagros Dellely - Yamila

Créditos Técnicos
- Doblado en Etcétera Group, Caracas, Venezuela

## Personajes Principales
- Derek: Es el hijo mayor de George. Tiene 15 años. Es el chico más popular de la escuela y el capitán del equipo de hockey. Tiene problemas para mantener sus calificaciones. También es el soltero más codiciado de la secundaria. Adora volver loca a su nueva hermanastra Casey, hasta el punto de parecer vivir para eso. Toca la guitarra y tiene su propia banda, D-Rock. No tolera ver llorar a una mujer. Un muy buen mentiroso, algo arrogante, tramposo, rebelde, astuto, competitivo, y que nunca pierde (sin importar el costo) porque lo que Derek quiere, Derek tiene. A pesar de su faceta de chico rebelde, su única debilidad puede ser Marti, su hermanita menor.

- Casey: Es la hija mayor de Nora. Tiene 15 años y no es muy popular. Dueña de apodos como "Torpezilla" y "Reclama puntos". No es buena en los deportes y es poseedora de excelentes calificaciones en la escuela. Víctima de las bromas de su nuevo hermanastro Derek. Cantante en la banda de Derek (D-Rock) y bailarina. Honesta, respetuosa de las normas, organizada, con carácter de líder, responsable, educada y competitiva cuando se trata de pelear con Derek.

- Lizzie: Es la hija menor de Nora. Tiene 11 años. Lizzie es jugadora de hockey y fútbol. Casi siempre participa de los planes de Edwin aunque a veces tienen peleas con el.

- Edwin: Es el hijo del medio de George. Es más o menos el sirviente de Derek. Está obsesionado con el dinero, aunque Derek siempre lo obliga a darle sus ahorros. Es inteligente y generalmente se junta con Lizzie en el armario para hablar de algunos planes y otras cosas con ella.

- Marti: Es la hija menor de George. Tiene 7 años y es caprichosa, tierna, traviesa y divertida. Le gusta jugar al gato y comer abajo la mesa. También suele hacer mezclar los productos del baño.

- Nora: Es la madre de Lizzie y Casey y madrastra de Derek, Edwin y Marti. Es trabajadora, buena y muy comprensiva. Casi siempre está del lado de Casey en las peleas entre ella y Derek.

- George: Es el padre de Derek, Edwin y Marti y padrastro de Casey y Lizzie. Es abogado y exintegrante de la banda "George de la selva". Cuando hay peleas entre Casey y Derek, casi siempre trata de estar del lado de Derek.

## Película
La película basada en la serie, Vacaciones con Derek fue grabada en Canadá en el año 2010 y se estrenó en Latinoamérica el domingo 20 de marzo de 2011. Esto fue confirmado por la ex presentadora del programa Zapping Zone del canal Disney Channel Carla Medina: «Sí, chicos, fui a Canadá y me pasé por los sets de Camp Rock 2, y también de Vacaciones con Derek, la película de Mi vida con Derek, así que estén pendientes que les tendré novedades». La trama de la película se basa en como la familia Venturi-Mcdonald se une en un concurso de talentos en la casa vacacional de la abuela de Casey para salvar la casa vacacional y el lago de una demolición.